# 藤里村
藤里村（日语：／ Fujisato mura */?）是日本昭和三十年（1955年）時廢除，原屬岩手縣江刺郡的村，現在是奥州市江刺區藤里。

## 沿革
- 明治八年（1875年）10月17日：隨著水澤縣進行村落整合，淺井村、橫瀨村合併為藤里村。
- 明治廿二年（1889年）4月1日：因為町村制的實施，藤里村實施村制。
- 昭和三十年（1955年）2月10日：藤里村、伊手村、岩谷堂町、稻瀨村、愛宕村、廣瀨村、玉里村、田原村、梁川村、米里村合併成江刺町。

## 行政
- 歷代村長

| 代     | 氏名       | 就任                      | 退任                       | 備考 |
| ------ | ---------- | ------------------------- | -------------------------- | ---- |
| 1      | 小川惣兵衛 | 明治22年（1889年）5月23日 | 明治26年（1893年）5月22日  |      |
| 2      | 千田榮藏   | 明治26年（1893年）5月23日 | 明治30年（1897年）5月22日  |      |
| 3      | 小川貞藏   | 明治30年（1897年）5月23日 | 明治34年（1901年）5月22日  |      |
| 4～6   | 小澤鐵三郎 | 明治34年（1901年）5月27日 | 明治44年（1911年）8月29日  |      |
| 7      | 及川深     | 明治44年（1911年）9月13日 | 大正4年（1915年）8月29日   |      |
| 8～9   | 菊池定之助 | 大正5年（1916年）2月24日  | 大正13年（1924年）2月23日  |      |
| 10     | 及川勇司   | 大正13年（1924年）3月8日  | 大正14年（1925年）3月19日  |      |
| 11     | 及川深     | 大正14年（1925年）5月27日 | 昭和4年（1929年）5月26日   | 再任 |
| 12～13 | 小沢儀兵衛 | 昭和4年（1929年）5月27日  | 昭和12年（1937年）1月24日  |      |
| 14     | 及川太七   | 昭和12年（1937年）2月5日  | 昭和16年（1941年）2月4日   |      |
| 15     | 及川重三郎 | 昭和16年（1941年）2月21日 | 昭和20年（1945年）2月20日  |      |
| 16     | 及川喜一   | 昭和20年（1945年）3月3日  | 昭和21年（1946年）11月21日 |      |
| 17～18 | 懸田幸吉   | 昭和22年（1947年）4月5日  | 昭和30年（1955年）2月9日   |      |